# WWWA世界格闘技王座
WWWA世界マーシャルアーツ王座（スリーダブリュー・エーせかいマーシャルアーツおうざ）は、全日本女子プロレスが管理、WWWAが認定していた王座。マーシャルアーツと銘打たれているが、拳と蹴りを主体とするキックボクシングに近いルールであったため、女子プロレスラーのほかに女子キックボクサーや女子シュートボクサーも出場した。1991年3月17日にバット吉永が、1995年3月21日に女子シュートボクサーの石本文子が王座を獲得し、1996年3月31日に石本が吉永との防衛戦を行い、防衛に成功した。

## 歴代王者
| 歴代  | 選手       | 獲得日付      | 獲得場所 （対戦相手・その他）                     |
| ----- | ---------- | ------------- | ------------------------------------------------- |
| 初代  | バット吉永 | 1991年3月17日 | 後楽園ホール 伊藤薫 1994年10月9日に引退のため返上 |
| 第2代 | 石本文子   | 1995年3月21日 | 大阪城ホール 前川久美子 1995年封印                |